# لوتشيانو روي
لوتشيانو روي (بالإنجليزية: Luciano Rui)‏ ولد بتاريخ 12 ديسمبر 1958 في إيطاليا، هو دراج إيطالي سابق.

## روابط خارجية
- لوتشيانو روي على موقع أرشيف الدراجات (الإنجليزية)
- لوتشيانو روي على موقع إحصائيات الدراجات الإحترافية (الإنجليزية)